# Jevgeni Ossinovski
Jevgeni Ossinovski (né le 15 mars 1986 à Kohtla-Järve) est un homme politique estonien, membre des Sociaux-démocrates, maire de Tallinn depuis avril 2024. Il remplace Sven Mikser à la tête du parti en mai 2015 et le reste jusqu'en juin 2019.

## Biographie
Il est le fils d’Oleg Ossinovski, un industriel des chemins de fer qui a émigré du Kazakhstan soviétique en Estonie dans les années 1980. En 2019, il est diplômé de la London School of Economics.
Le 26 mars 2014, il devient Ministre de l'Éducation et la Recherche du gouvernement Rõivas I. Il quitte le gouvernement à la suite des élections législatives de 2015. Il intègre toutefois le gouvernement Rõivas II le 14 septembre 2015 et devient ministre de la Santé et du Travail. Il conserve le même poste au sein du gouvernement Ratas I entré en fonction le 23 novembre 2016. 
En avril 2018, il démissionne pour se consacrer pleinement à la présidence du parti en vue des élections de 2019. Il est remplacé par Riina Sikkut à partir du 2 mai 2018.
Le 14 avril 2024, il devient maire de Tallinn.